# بوغو
بوغو (بالإنجليزية: City of Bogo )‏ هي مدينة في الفلبين، تقع في سيبو، بلغ عدد سكانها 69,911  نسمة وذلك حسب إحصائيات سنة 2010، تبلغ مساحتها 103.52 كيلومتر مربع، رمزها البريدي هو 6010.

## الموقع
تشترك في الحدود مع:
- Medellin, Cebu [الإنجليزية]‏
- San Remigio, Cebu [الإنجليزية]‏
- Tabogon [الإنجليزية]‏.

## التقسيمات الإدارية
- Anonang Norte ‏
- Anonang Sur ‏
- Banban ‏
- Binabag ‏
- Bungtod (pob.) ‏
- Carbon (pob.) ‏
- Cayang ‏
- Cogon (pob.) ‏
- Dakit ‏
- Don Pedro Rodriguez ‏
- Gairan ‏
- Guadalupe ‏
- La Paz ‏
- La Purisima Concepcion (pob.) ‏
- Libertad ‏
- Lourdes (pob.) ‏
- Malingin ‏
- Marangog ‏
- Nailon ‏
- Odlot [الإنجليزية]‏
- Pandan (Pandan Heights) ‏
- Polambato ‏
- Sambag (pob.) ‏
- San Vicente (pob.) ‏
- Santo Niño ‏
- Santo Rosario (pob.) ‏
- Siocon ‏
- Sudlonon ‏
- Taytayan ‏.

## أعلام
- غابرييل إيلورد